# 敖包苏木
敖包苏木是中华人民共和国内蒙古自治区通辽市科尔沁左翼中旗下辖的一个苏木。
2012年1月20日，内蒙古自治区人民政府批复同意从花吐古拉镇划出部分区域，设置敖包苏木，辖后胜利、前胜利、丰元庆、朝伦敖包、关家窝堡、大喇嘛套布、西宝日吐、腰宝日吐、巴彦敖包、张家希伯、马家希伯、五家子、达根艾勒、扎如德仓、地灵、宙内16个嘎查村，驻后胜利。

## 行政区划
敖包苏木下辖以下村级行政区划单位：
后胜利嘎查、地灵村、宙内村、五家子嘎查、马家希伯嘎查、巴彦敖包嘎查、张家希伯嘎查、扎如德仓嘎查、腰宝日吐嘎查、达根艾勒嘎查、大喇嘛套布嘎查、西宝日吐嘎查、朝伦敖包嘎查、前胜利嘎查、丰元庆嘎查和关家窝堡嘎查。